# Chaetopsylla trichosa
Chaetopsylla trichosa är en loppart som beskrevs av Kohaut 1903. Chaetopsylla trichosa ingår i släktet Chaetopsylla och familjen grävlingloppor. Inga underarter finns listade i Catalogue of Life.